# Bazadaise
De Bazadaise is een rundveeras uit de regio rondom de Franse stad Bazas (Gironde). De bazadaise is een vleesras dat bekend staat om zijn voerconversie, mobiliteit, spiermassa en gemak bij het afkalven. Van oorsprong werd de bazadaise gefokt als werkras.
Deze runderen vallen op door hun bijzondere grijze kleur.